# Barcelona Open 2022 - Qualificazioni singolare
Le qualificazioni del singolare maschile del Barcelona Open 2022 sono state un torneo di tennis preliminare per accedere alla fase finale della manifestazione. I vincitori dell'ultimo turno sono entrati di diritto nel tabellone principale. In caso di ritiro di uno o più giocatori aventi diritto a questi sono subentrati i lucky loser, ossia i giocatori che hanno perso nell'ultimo turno ma che avevano una classifica più alta rispetto agli altri partecipanti che avevano comunque perso nel turno finale.

## Teste di serie
1. Hugo Dellien (qualificato)
2. Carlos Taberner (qualificato)
3. Alexei Popyrin (primo turno)
4. Peter Gojowczyk (primo turno, ritirato)
5. Gianluca Mager (primo turno)
6. Bernabé Zapata Miralles (qualificato)

1. Philipp Kohlschreiber (primo turno)
2. Elias Ymer (qualificato)
3. Pierre-Hugues Herbert (primo turno)
4. Jahor Herasimaŭ (qualificato)
5. Hugo Grenier (ultimo turno, Lucky loser)
6. Manuel Guinard (ultimo turno, Lucky loser)

## Qualificati
1. Hugo Dellien
2. Carlos Taberner
3. Jahor Herasimaŭ

1. Nicolás Álvarez Varona
2. Elias Ymer
3. Bernabé Zapata Miralles

### Lucky loser
1. Hugo Grenier
2. Gian Marco Moroni

1. Manuel Guinard

## Tabellone

### Legenda
| - Q = Qualificato - WC = Wild card - LL = Lucky loser | - ALT = Alternate - SE = Special Exempt - PR = Protected Ranking | - w/o = Walkover - r = Ritirato - d = Squalificato |

### Sezione 1
|  | Primo turno | Primo turno           | Primo turno           | Primo turno | Primo turno |  |  | Ultimo turno | Ultimo turno      | Ultimo turno      | Ultimo turno | Ultimo turno |  |
|  |             |                       |                       |             |             |  |  |              |                   |                   |              |              |  |
|  | 1           | Hugo Dellien          | Hugo Dellien          | 6           | 6           |  |  |              |                   |                   |              |              |  |
|  | WC          | Daniel Rincón         | Daniel Rincón         | 3           | 0           |  |  | 1            | Hugo Dellien      | Hugo Dellien      | 7            | 6            |  |
|  |             | Gian Marco Moroni     | Gian Marco Moroni     | 6           | 6           |  |  |              | Gian Marco Moroni | Gian Marco Moroni | 5            | 2            |  |
|  | 9           | Pierre-Hugues Herbert | Pierre-Hugues Herbert | 3           | 1           |  |  |              |                   |                   |              |              |  |

### Sezione 2
|  | Primo turno | Primo turno               | Primo turno               | Primo turno | Primo turno |  |  | Ultimo turno | Ultimo turno    | Ultimo turno    | Ultimo turno | Ultimo turno |  |
|  |             |                           |                           |             |             |  |  |              |                 |                 |              |              |  |
|  | 2           | Carlos Taberner           | Carlos Taberner           | 6           | 6           |  |  |              |                 |                 |              |              |  |
|  |             | Maxime Janvier            | Maxime Janvier            | 2           | 0           |  |  | 2            | Carlos Taberner | Carlos Taberner | 6            | 6            |  |
|  |             | Nikolás Sánchez Izquierdo | Nikolás Sánchez Izquierdo | 2           | 2           |  |  | 11           | Hugo Grenier    | Hugo Grenier    | 2            | 1            |  |
|  | 11          | Hugo Grenier              | Hugo Grenier              | 6           | 6           |  |  |              |                 |                 |              |              |  |

### Sezione 3
|  | Primo turno | Primo turno       | Primo turno       | Primo turno | Primo turno |  |  | Ultimo turno | Ultimo turno      | Ultimo turno      | Ultimo turno | Ultimo turno |  |
|  |             |                   |                   |             |             |  |  |              |                   |                   |              |              |  |
|  | 3           | Alexei Popyrin    | Alexei Popyrin    | 4           | 2           |  |  |              |                   |                   |              |              |  |
|  |             | Andrea Pellegrino | Andrea Pellegrino | 6           | 6           |  |  |              | Andrea Pellegrino | Andrea Pellegrino | 2            | 3            |  |
|  |             | Raúl Brancaccio   | Raúl Brancaccio   | 3           | 2           |  |  | 10           | Jahor Herasimaŭ   | Jahor Herasimaŭ   | 6            | 6            |  |
|  | 10          | Jahor Herasimaŭ   | Jahor Herasimaŭ   | 6           | 6           |  |  |              |                   |                   |              |              |  |

### Sezione 4
|  | Primo turno | Primo turno            | Primo turno      | Primo turno | Primo turno |  |  | Ultimo turno | Ultimo turno           | Ultimo turno           | Ultimo turno | Ultimo turno |  |
|  |             |                        |                  |             |             |  |  |              |                        |                        |              |              |  |
|  | 4           | Peter Gojowczyk        | Peter Gojowczyk  | 3           | r           |  |  |              |                        |                        |              |              |  |
|  | WC          | Max Alcalá Gurri       | Max Alcalá Gurri | 6           |             |  |  | WC           | Max Alcalá Gurri       | Max Alcalá Gurri       | 4            | 3            |  |
|  | WC          | Nicolás Álvarez Varona | 3                | 7           | 7           |  |  | WC           | Nicolás Álvarez Varona | Nicolás Álvarez Varona | 6            | 6            |  |
|  | 7           | Philipp Kohlschreiber  | 6                | 5           | 65          |  |  |              |                        |                        |              |              |  |

### Sezione 5
|  | Primo turno | Primo turno          | Primo turno | Primo turno | Primo turno |  |  | Ultimo turno | Ultimo turno | Ultimo turno | Ultimo turno | Ultimo turno |  |
|  |             |                      |             |             |             |  |  |              |              |              |              |              |  |
|  | 5           | Gianluca Mager       | 7           | 65          | 3           |  |  |              |              |              |              |              |  |
|  |             | Pedro Sousa          | 5           | 7           | 6           |  |  |              | Pedro Sousa  | Pedro Sousa  | 3            | 2            |  |
|  | WC          | Carlos Gimeno Valero | 2           | 6           | 3           |  |  | 8            | Elias Ymer   | Elias Ymer   | 6            | 6            |  |
|  | 8           | Elias Ymer           | 6           | 2           | 6           |  |  |              |              |              |              |              |  |

### Sezione 6
|  | Primo turno | Primo turno             | Primo turno             | Primo turno | Primo turno |  |  | Ultimo turno | Ultimo turno            | Ultimo turno            | Ultimo turno | Ultimo turno |  |
|  |             |                         |                         |             |             |  |  |              |                         |                         |              |              |  |
|  | 6           | Bernabé Zapata Miralles | Bernabé Zapata Miralles | 6           | 6           |  |  |              |                         |                         |              |              |  |
|  | Alt         | Alexis Gautier          | Alexis Gautier          | 1           | 1           |  |  | 6            | Bernabé Zapata Miralles | Bernabé Zapata Miralles | 6            | 6            |  |
|  |             | Vitaliy Sachko          | Vitaliy Sachko          | 3           | 3           |  |  | 12           | Manuel Guinard          | Manuel Guinard          | 4            | 0            |  |
|  | 12          | Manuel Guinard          | Manuel Guinard          | 6           | 6           |  |  |              |                         |                         |              |              |  |